# Myoxanthus ovatipetalus
Myoxanthus ovatipetalus är en orkidéart som beskrevs av Guy Robert Chiron och Xim.Bols. Myoxanthus ovatipetalus ingår i släktet Myoxanthus och familjen orkidéer. Inga underarter finns listade i Catalogue of Life.

## Bildgalleri

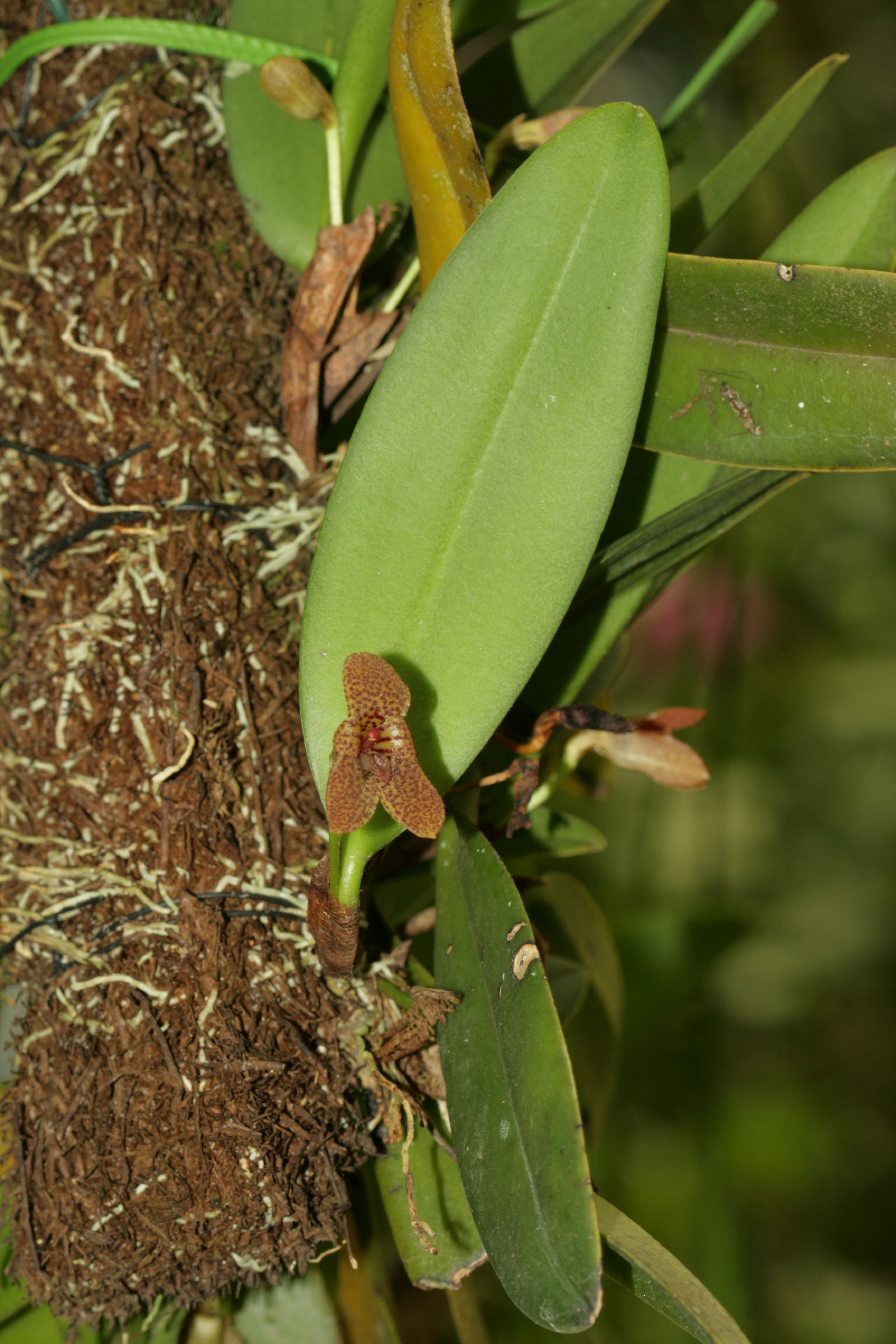
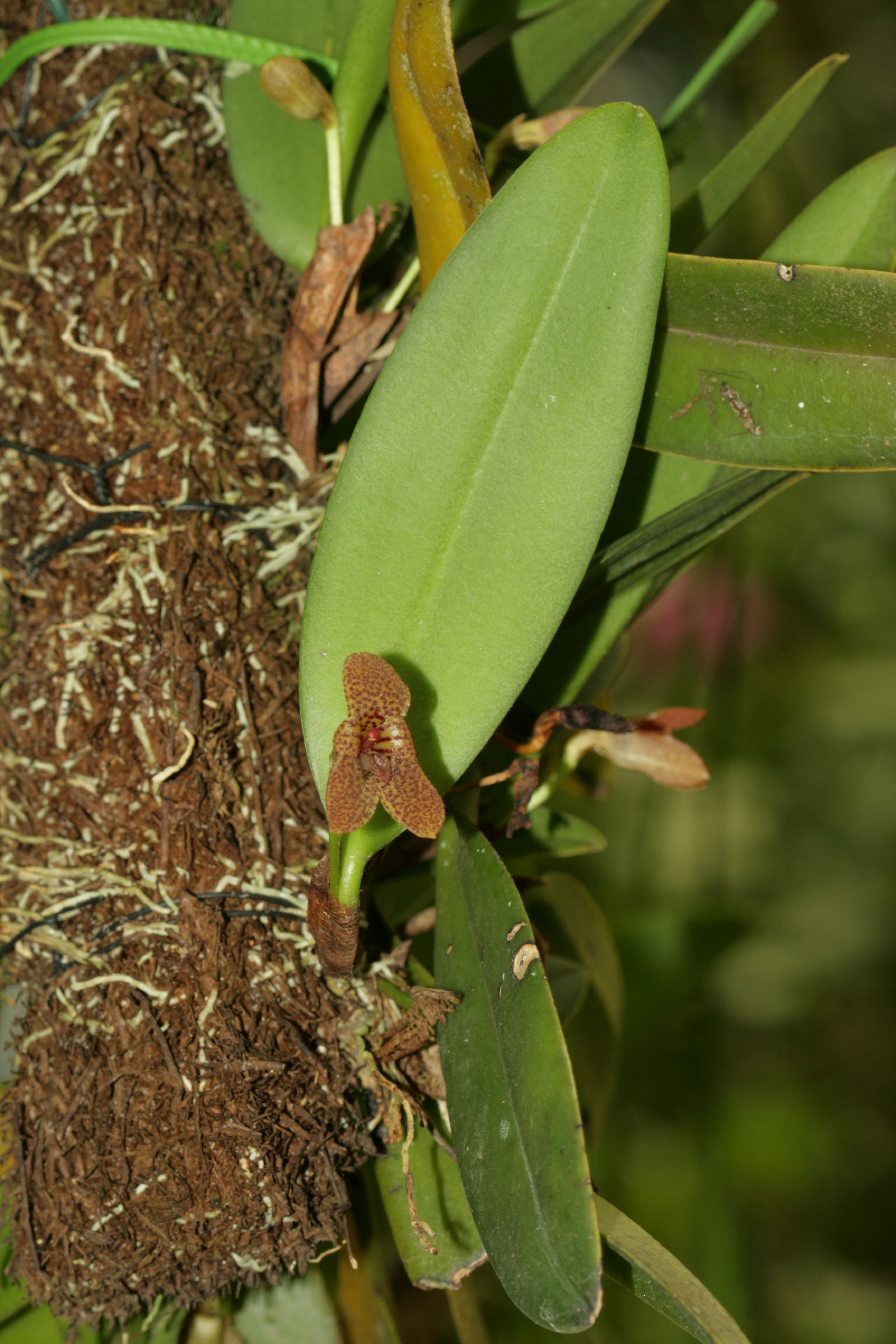